# 나라별 주요 정당 목록
나라별 주요 정당의 목록은 다음과 같다.
굵은 글씨는 집권 여당이다.

## 가
그리스
- 범그리스 사회주의 운동, 신민주주의당, 급진좌파연합, 그리스 공산당, 황금새벽당

## 나
남아프리카공화국
- 아프리카 민족회의, 민주동맹, 경제해방투사, 잉카타 민주당

 뉴질랜드
- 국민당, 노동당, 퍼스트당, 녹색당, 행동당

## 다
대한민국
- 더불어민주당, 국민의힘 , 정의당

 독일
- 독일 기독교 민주연합 (우니온), 독일 기독교 사회연합 (우니온), 독일 사회민주당, 독일 자유민주당, 좌파당, 독일을 위한 대안, 동맹 90/녹색당, 독일 국가민주당

## 라
러시아
- 통합 러시아, 러시아 연방 공산당, 공정 러시아, 러시아 자유민주당

## 마
말레이시아
- 연합말레이시아국가기구, 말레이시아중국인연합, 말레이시아인도인의회, 범 말레이시아 이슬람당, 민주행동당

 멕시코
- 제도혁명당, 민주혁명당, 민주혁명당

 미국
미국은 양당제 국가이다.
- 공화당, 민주당

## 바
베트남
베트남은 일당제 공산국가이다.
- 베트남 공산당

 브라질
- 민주운동당, 노동자당, 진보당, 사회민주당, 노동민주당

## 사
스웨덴
- 사회민주당, 온건당, 녹색당, 자유당, 중도당

 싱가포르
- 인민행동당, 노동당

## 아
아일랜드
 영국
- 보수당, 노동당, 자유민주당

 이스라엘
 이집트
- 자유정의당(이슬람교)

 이탈리아
 일본
- 자유민주당, 공명당, 입헌민주당, 국민민주당, 일본공산당, 일본유신회

## 자
조선민주주의인민공화국
조선민주주의인민공화국은 일당제 독재국가이다.
- 조선로동당

 중화인민공화국
- 중국 공산당

 중화민국
- 민주진보당, 중국 국민당

## 차
칠레

## 카
캐나다
- 자유당, 보수당, 신민주당, 퀘벡 블록, 녹색당

 쿠바
- 쿠바 공산당

## 타
태국
- 프아타이당, 민주당

## 파
프랑스
- 전진하는 공화국!, 공화당, 사회당

## 하
홍콩 (중화인민공화국의 특별자치구)

## 같이 보기
- 정당
- 정당 목록
- 보수주의 정당 목록
- 사회자유주의 정당 목록
- 사회민주주의 정당 목록
- 기독교민주주의 정당 목록